# Camisia hamulifera
Camisia hamulifera är en kvalsterart som beskrevs av Hammer 1961. Camisia hamulifera ingår i släktet Camisia och familjen Camisiidae. Inga underarter finns listade.